# Попешть (Ледешть, Вилча)
Попешть, Попешті (рум. Popești) — село у повіті Вилча в Румунії. Входить до складу комуни Ледешть.
Село розташоване на відстані 170 км на захід від Бухареста, 37 км на південний захід від Римніку-Вилчі, 63 км на північ від Крайови.

## Населення
За даними перепису населення 2002 року у селі проживали 102 особи, усі — румуни. Усі жителі села рідною мовою назвали румунську.